# Lualabanus affinis
Lualabanus affinis är en insektsart som beskrevs av Rauno E. Linnavuori 1975. Lualabanus affinis ingår i släktet Lualabanus och familjen dvärgstritar. Inga underarter finns listade i Catalogue of Life.